# Super Smash Bros. Brawl
Super Smash Bros. Brawl (in Japan: 大乱闘スマッシュブラザーズＸ, oftewel: Dairantō Sumasshu Burazāzu Ekkusu) is een computerspel voor de Wii, ontwikkeld door Sora en uitgebracht door het Japanse bedrijf Nintendo in 2008. Het spel wordt vaak wordt afgekort tot SSBB of Brawl, en is het derde deel in de vechtspellen reeks Super Smash Bros. Brawl werd aangekondigd tijdens een persconferentie op de E3 van 2005 door de algemeen directeur van Nintendo, Satoru Iwata. Later op die avond, sloot Masahiro Sakurai, de man achter de vorige delen uit de Smash Bros. reeks, een deal met Iwata waardoor hij de hoofdontwikkelaar voor de nieuwe versie. Toen in oktober 2005 de ontwikkeling van het spel begon, werkten vele ontwikkelaars mee in een gehuurd kantoor in Tokio. Het spel werd uiteindelijk in Japan uitgebracht op 31 januari 2008. Na vele malen uitstel kwam Brawl in de Verenigde Staten uit op 9 maart 2008 en uiteindelijk ook in Australië op 26 juni 2008 en in Europa op 27 juni 2008.
Het aantal Nintendo personages in Brawl overtreft dat van zijn voorganger Super Smash Bros. Melee; het is ook het eerste deel in de serie waarin personages van derde partijen meedoen. Net als zijn voorgangers is Brawl anders dan de meeste vechtspellen, wat vooral merkbaar is aan de makkelijke besturing en de nadruk op de zogenaamde ring-outs in plaats van knock-outs. Brawl bevat een uitgebreidere één-speler modus (The Subspace Emissary) ten opzichte van zijn voorgangers. Deze modus is een beat 'em up waarbij het beeld horizontaal met de speler mee scrolt. Brawl biedt ook de mogelijkheid tot multiplayer gevechten met maximaal vier deelnemers en kan verbinding maken met Nintendo Wi-Fi Connection.

## Personages
Brawl biedt spelers de mogelijkheid te kiezen tussen 35 verschillende personages. Al deze personages hebben verschillende aanvallen en speelstijlen. Sommige van deze personages zijn nieuw in de serie, terwijl anderen terugkeren uit Super Smash Bros. Melee. De terugkerende personages zijn in sommige gevallen geüpdatet of verfijnd qua uiterlijk, vechtstijlen, of beide. Zo kregen onder andere Link en Fox hun uiterlijk van de recentere spellen terwijl Samus de mogelijkheid kreeg in een nieuwe vorm te veranderen.
Van sommige eerder geïntegreerde spelseries werden meer personages toegevoegd in Brawl. Diddy Kong uit de Donkey Kong serie en Ike uit de Fire Emblem serie maken hun debuut in de Smash Bros. serie. Weer andere nieuwe personages vertegenwoordigen hun eigen spelserie. Dit zijn bijvoorbeeld personages als Pit, die de Kid Icarus-serie voor het eerst weer vertegenwoordigt sinds het spel Kid Icarus: Of Myths and Monsters voor de Game Boy, en Wario, uit Nintendo's WarioWare en Wario Land serie. Solid Snake, de hoofdpersoon in Konami's Metal Gear franchise en Sonic the Hedgehog van Nintendo's voormalige rivaal Sega zijn de eerste personages van derde partijen die verschijnen in een Super Smash Bros. spel.

## Media
Het belangrijkste muziekstuk van het spel, werd gemaakt door de bekende Final Fantasy-componist Nobuo Uematsu. De muziek die afgespeeld wordt tijdens het vechten zijn bewerkingen of remixes van bekende deuntjes uit de bijbehorende Nintendo-games. Deze bewerkingen worden verzorgd door de oorspronkelijke componisten van de nummers, dit heeft tot gevolg dat een groot aantal bekende componisten zullen meewerken aan het spel. De speler zal kunnen kiezen hoe groot de kans is dat een van alle verschillende nummers per level wordt afgespeeld.

## Ontvangst
Het spel kreeg over het algemeen goede recensies, waarbij de critici de entertainment waarde van het spel prezen, ondanks de laadtijden en de graphics. De muziek in het spel, die werd gecomponeerd aan de hand van een samenwerking tussen 38 videospel componisten, werd geprezen om zijn hoog nostalgische waarde. Brawl ontving een gemiddelde beoordeling van 94% op Metacritic en 93.3% op Game Rankings. In 2008 werden er 6,32 miljoen exemplaren van het spel verkocht, en belandde in de top vijf van wereldwijd best verkochte games.

## Trivia
- Het spel is opgenomen in het boek 1001 Video Games You Must Play Before You Die van Tony Mott.